# Neil Balfour
Neil Roxburgh Balfour (né le 12 août 1944 à Lima, au Pérou) est un financier et homme politique britannique, qui a notamment été élu député européen (1979-1984).
Époux de la princesse Élisabeth de Yougoslavie, avec laquelle il a eu un fils, prénommé Nicholas, Neil Balfour s'est remarié à Sally Mackay, petite-fille duc 9e duc de Marlborough. Avec cette dernière, Neil Balfour est l'auteur d'une biographie du père de sa première épouse, le prince Paul de Yougoslavie :
- (en) Neil Balfour et Sally Mackay, Paul of Yugoslavia : Britain's maligned friend, H. Hamilton, 1980, 335 p. (ISBN 0-241-10392-4 et 978-0-2411-0392-0).